# María Rodrigo

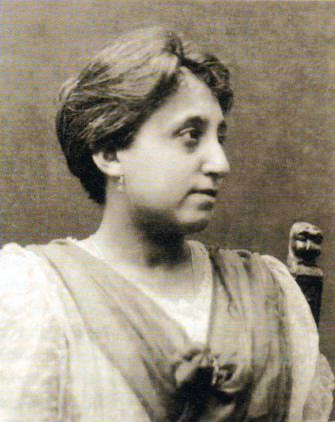
María Rodrigo

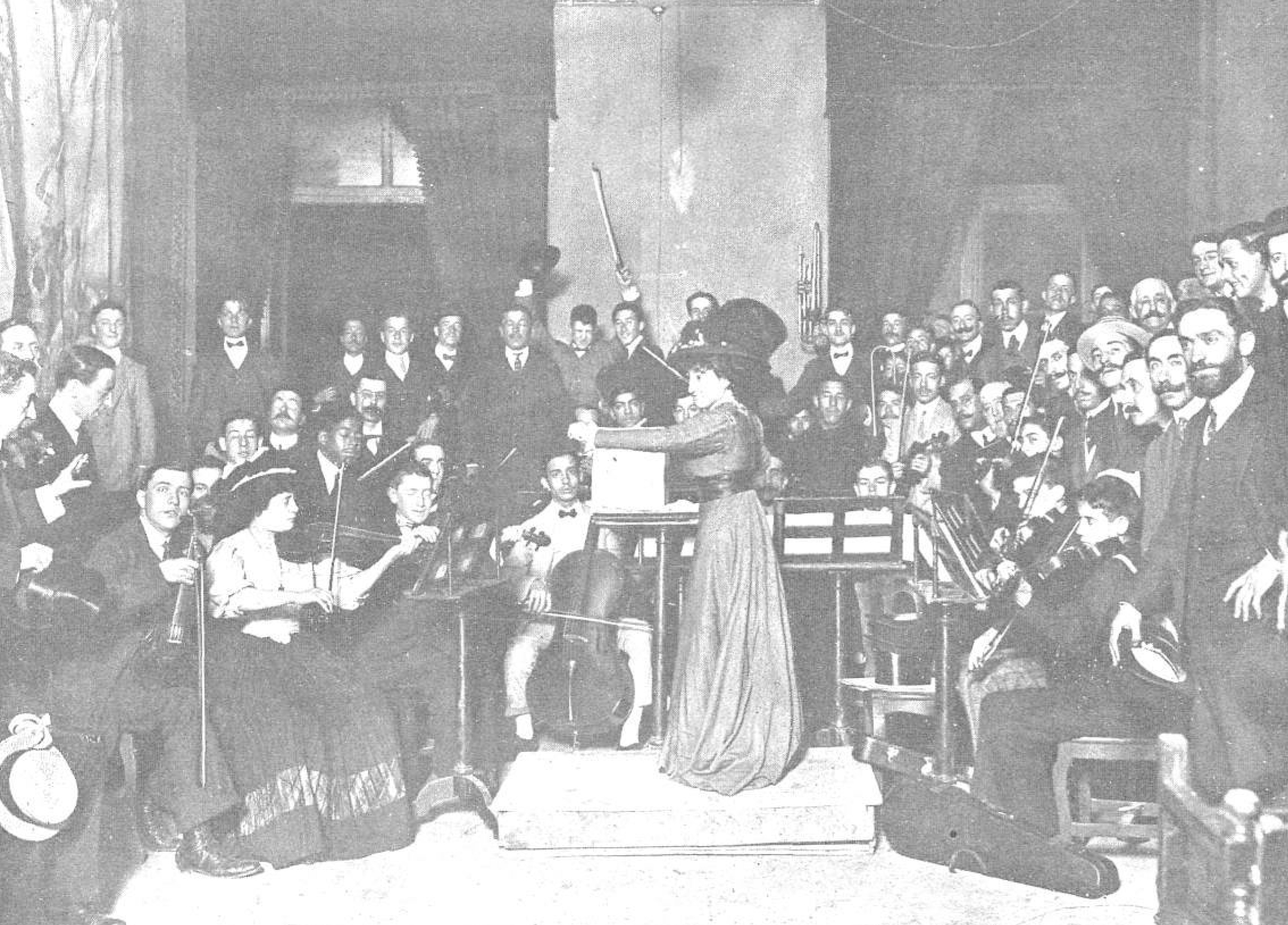
María Rodrigo dirigiert ihre Serenata española in einem Konzert im Círculo de Bellas Artes, 1909

María Rodrigo Bellido (* 20. März 1888 in Madrid; † 8. Dezember 1967 in Puerto Rico) war eine spanische Komponistin, Pianistin und Dozentin am Real Conservatorio Superior de Música de Madrid. Rodrigo war die erste anerkannte Komponistin, die in Spanien von ihrem Beruf leben konnte, und die erste Frau, die in Spanien eine Oper uraufführte.

## Leben
Ihre Kindheit verbrachte María Rodrigo in einem kultivierten und literarischen Umfeld. Ihre Schwester Mercedes war die erste Frau, die in Spanien einen Abschluss in Psychologie erwarb.
Ihre ersten Vorstellungen von Musik erwarb sie bei ihrem Vater. Ab 1897 studierte sie Klavier, Harmonielehre und Komposition am Real Conservatorio Superior de Música de Madrid. Zusätzlich zu ihrem normalen Studium studierte sie Klavier gesondert bei José Tragó, was sie 1902, im Alter von vierzehn Jahren, mit dem Premio Fin de Carrera abschloss. Sie galt als Wunderkind galt.
Rodrigo lernte Deutsch und Französisch. Dank eines Stipendiums der Junta para Ampliación de Estudios vertiefte sie ihre Sprachkenntnisse durch Studienaufenthalte in Deutschland, Frankreich und Belgien (1912–1915). In München studierte sie bei Richard Strauss und zu ihren Mitschülern gehörten Wilhelm Furtwängler und Carl Orff. Nach ihrer Rückkehr nach Spanien arbeitete sie als Konzertmeisterin am Teatro Real in Madrid. Sie gab Konzerte in ganz Europa und begleitete Miguel Fleta am Klavier. Sie brachte Opern und Zarzuelas zur Uraufführung, ein Novum für eine Frau zu jener Zeit. Ab 1933 war sie Professorin für Vokal- und Instrumentalensemble am Conservatorio de Madrid.
Gemeinsam mit María de la O Lejárraga und Pura Maortua gründete sie 1931 die Asociación Femenina de Educación Cívica. Es wurden neben Vorträgen und Kursen auch Sprach-, Stenografie-, Schneiderei-, Musik- und Deklamationskurse angeboten, die von Rodrigo geleitet wurden, um die kulturelle Bildung von Arbeiterinnen zu fördern.
Wegen des Bürgerkriegs ging sie mit seiner Schwester ins Exil. Sie hielt sich mit María de la O Lejárraga zunächst in Cannes und in der Schweiz auf. 1939 kam sie nach Kolumbien und arbeitete in den 1940er Jahren als Lehrerin in Bogotá, war aber auch als Konzertpianistin tätig und komponierte weiter. Schließlich zog sie 1950 mit ihrer Schwester nach Puerto Rico, wo sie weiterhin komponierte und an der Universität von Puerto Rico in Río Piedras lehrte, wo sie andere spanischen Exil-Republikaner traf. Er starb am 8. Dezember 1967 in Puerto Rico.
2016 fand im Auditorio Nacional de Música ein Konzert ihres überlieferten Repertoires statt, was auch aufgenommen wurde.

## Werke
Ihre deutsche Ausbildung und insbesondere der Einfluss Wagners sind in ihrem Werk spürbar. Sie komponierte in allen Gattungen, sowohl in der Vokalmusik (Opern, Zarzuelas und Lieder) als auch in der Instrumentalmusik (Sinfonie, Kammermusik, Klavier).
- Sonata en mi bemol para piano (1911)
- Obertura para orquesta (1912)
- Cuarteto de cuerda, en cuatro tiempos (1913)
- Cuarteto para instrumentos de arco (1913)
- Mudarra para gran orquesta (Sinfonische Dichtung, 1914)
- Sinfonía en 4 tiempos (1914)
- Tres „Lieder“ para voz y piano (Lieder mit deutschsprachigem Text, 1914)
- Salmantina (Oper, 1914)
- Quinteto en fa para piano e instrumentos de viento (1915)
- Becqueriana (Zarzuela, uraufgeführt im Teatro de la Zarzuela, 1915)
- Diana cazadora o Pena de muerte al amor (Zarzuela, uraufgeführt im Teatro Apolo, 1915)
- Alma española (Sinfonische Dichtung, 1917)
- Las hazañas de un pícaro (Sainete, uraufgeführt im Teatro Apolo, 1920)
- Linterna mágica (1921)
- El pavo real (Lustspiel, uraufgeführt im Teatro Eslava, 1922)
- Coplas de España (für Gitarre, vier Couplets gewidmet Andrés Segovia, 1924)
- Ayes (Lieder für Gesang und Klavier, 1925)
- Canción de amor (Kammeroper, 1925)
- Rimas infantiles, glosas de canciones de corro (1930)
- La Copla intrusa (Für Klavier, 1930)
- La Cenicienta (Kinderballett, 1941)
- Canciones infantiles (1942)
- Fábulas (1942)
- La carta, el guante y la rosa (Ballett, 1945)
- El jardín de las imágenes (Bühnenmusik in einem Akt und zwei Szenen) (ca. 1945)
- La flor de la vida (Oper)
- La romería del Rocío (Zarzuela)
- Los Caprichos de Goya (Symphonische Suite für Chor und Orchester)